# Xanthothrix albipuncta
Xanthothrix albipuncta är en fjärilsart som beskrevs av Barnes och Benjamin 1925. Xanthothrix albipuncta ingår i släktet Xanthothrix och familjen nattflyn. Inga underarter finns listade i Catalogue of Life.